# Нагорное (село, городской округ Клин)
Нагорное — село в Клинском районе Московской области, в составе Городского поселения Клин.

## География
Деревня расположена в юго-восточной части района у границы с Солнечногорским, в 7 км к юго-востоку от города Клин, на безымянном левом притоке реки Сестра, высота центра над уровнем моря 206 м. Ближайшие населённые пункты — Давыдково на северо-западе и Голенищево на северо-востоке
Деревня является остатками от села Саблин овраг.

## История
Село Саблин Овраг было названо по одноимённому оврагу, который был в своё время назван в честь сабли, которую воткнул последний умирающий бандит из группы разбойников, которая орудовала на старом тракте.
В селе имелась церковь и кладбище, при советской власти церковь была взорвана, а старинные кладбищенские надгробия были снесены бульдозерами и скинуты в овраг, освободившуюся площадь использовали под посадку клубники.
До 2006 года Нагорное входило в состав Давыдковского сельского округа.
Постановлением Губернатора Московской области от 25 декабря 2018 года № 673-ПГ категория населённого пункта изменена с «деревня» на «село».

## Население
| 2002 | 2006 | 2010 |
| ---- | ---- | ---- |
| 67   | ↗68  | →68  |